# Bogár János (lelkész)
Bogár János (Decs, 1898. március 31. – Gyúró, 1975. szeptember 15.) református lelkész.

## Élete
Szekszárdon kezdte gimnáziumi tanulmányait, majd több év katonáskodás után Budapesten fejezte be a középiskolát, 1921-ben. 1921 és 1936 között ugyanitt tanult teológiát, a budapesti tudományegyetem bölcsészettudományi karán 2 félévig hallgatott nyelvészetet és irodalomtörténetet. 1932-ben szerzett doktorátust a debreceni egyetem hittudományi karán gyakorlati teológia és egyházjog szakcsoportban. 1925-26-ban segédlelkész volt Alcsúton, Bicskén, Gyúrón és Lovasberényben 1926-tól pedig lelkipásztorként tevékenykedett Gyúrón.
A gyúrói lelkészlakot annak melléképületeivel együtt, az iskolát és a tanító lakot, a tejszövetkezeti székházat a kultúrteremmel, a kuldói pásztor-házat (mely később a TSZ székháza is volt), a tanácsházát és a jegyző lakot is ő építtette, ezek költségeinek fedezetét szintén ő eszközölte ki.
1930 és 1940 között szerkesztette a Református Igehirdető c. szakfolyóiratot Bereczky Alberttel és Tildy Zoltánnal. 1920-21-ben munkatársa volt a Szántó-Vető c. hetilapnak, 1931-től pedig az Őrálló politikai rovatvezetője volt. Lelkipásztori tevékenységével párhuzamos biztosítástörténettel, tűzoltóság-történettel és növénynemesítéssel is foglalkozott. Több cikke jelent meg különféle lapokban (-ár, b. j.) jelzettel.

## Munkái
- Mezőföld népe (Bp., 1922)
- Kísértések tüzében (Székesfehérvár, 1931)
- Az egyházi évkör kialakulása és hatása az igehirdetésre, különös tekintettel a református ker. egyház istentiszteletére (Debrecen, 1932)
- Fejér megye szerepe a magyar biztosítás történetében (Székesfehérvár, 1963)